# Austrotartessus rubrivenosus
Austrotartessus rubrivenosus är en insektsart som beskrevs av Evans 1941. Austrotartessus rubrivenosus ingår i släktet Austrotartessus och familjen dvärgstritar. Inga underarter finns listade i Catalogue of Life.